# 喬·麥金尼斯

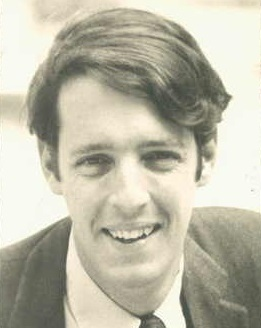
喬·麥金尼斯

喬·麥金尼斯（英語：Joe McGinniss, Sr.，1942年12月9日—2014年3月10日），是一个美国作家，他撰写了大量的政治书籍，包括尼克松、里根、佩林和奥巴马。
他出生于纽约市，并在圣十字学院学习。他因为前列腺癌去世，享年71岁。